# Август (фильм, 1996)
«А́вгуст» (англ. August) — фильм Энтони Хопкинса, снятый в 1996 году по одноимённой сценической постановке Джулиана Митчелла.
В основе сюжета — пьеса А. П. Чехова «Дядя Ваня» в переводе Тани Александер. Вторая работа Хопкинса в качестве режиссёра. Для этого фильма он также сочинил музыку.

## Сюжет
Фильм довольно точно (с некоторыми сокращениями, с добавлением небольших сцен, как например, операция доктора Ллойда) следует за текстом Чехова, перенося действие в Уэльс соответствующего периода.

## В ролях
| Роль в оригинале                  | Роль в версии      | Актёр          |
| --------------------------------- | ------------------ | -------------- |
| Серебряков Александр Владимирович | профессор Блэтвайт | Лесли Филипс   |
| Елена Андреевна                   | Хелен Блэтвайт     | Кейт Бёртон    |
| Софья Александровна (Соня)        | Шон Блэтвайт       | Райн Морган    |
| Войницкая Мария Васильевна        | Майра Дэвис        | Рода Льюис     |
| Войницкий Иван Петрович           | Иэн Дэвис          | Энтони Хопкинс |
| Астров Михаил Львович             | доктор Майкл Лойд  | Гоун Грейнджер |
| Телегин Илья Ильич                | Томас Проссер      | Хью Лойд       |
| Марина                            | Гвен               | Менна Трасслер |
| Работник                          | Дэфид Эдвардс      | Хью Гармон     |

## Награды
- 1997 — Фильм отмечен премией BAFTA Cymru Award (уэльская версия BAFTA) в номинации «Лучшая драма»